# Uspenský půst
Uspenský půst nebo Spasivka či Půst před Zesnutím Bohorodice je jedním z postních období křesťanských církví byzantského ritu.

## Charakteristika
Toto postní období trvá od 1. do 14. srpna a věřící se jím připravují na svátek Zesnutí přesvaté Bohorodice (15. srpen), resp. na svátky Zesnutí a Proměnění Páně.

## Historie
První zmínka o postě v tomto období pochází od sv. Lva I. Velikého (okolo r. 450), definitivní podobu Uspenský půst získal roku 1166 na koncilu v Konstantinopoli.
Původní postní předpisy Uspenského postu jsou tyto:
- V pondělí, ve středu a pátek výhradně nevařená rostlinná strava bez oleje.
- V úterý a ve čtrvrtek vařená rostlinná strava bez oleje.
- V sobotu a v neděli rostlinná strava s olejem a vínem.

Na svátek Proměnění Páně (6. srpen) je dovoleno jíst i rybu.
V Řeckokatolické církvi na Slovensku během tohoto postu je závazné se postit tak jako běžně přes rok, zachování tohoto postu je tedy ponechané na osobním rozhodnutím každého věřícího.